# 1973년 대한민국의 영화 목록
다음은 1973년에 개봉됐던 대한민국의 영화 목록이다.

## 목록
- 《9월의 찻집》
- 《광복 20년과 백범 김구》
- 《교장 선생 상경기》
- 《그 얼굴에 햇살을》
- 《기상천외》
- 《기생 오백화》
- 《나와 나》
- 《넋》
- 《논개》
- 《눈물의 웨딩 드레스》
- 《늑대들》
- 《대결투》
- 《대지옥》
- 《대추격》
- 《대학시절》
- 《동반자》
- 《동풍》
- 《두 사나이》
- 《두 형제》
- 《딸부자집》
- 《마음은 푸른 하늘》
- 《명동을 떠나면서》
- 《몸 전체로 사랑을》
- 《반혼녀》
- 《벽》
- 《부부 교대》
- 《비련의 벙어리 삼룡》
- 《비바리》
- 《산녀》
- 《삼일천하》
- 《서울의 연인》
- 《석양에 떠나라》
- 《섬 개구리 만세》
- 《시거든 떫지나 말지》
- 《앙케의 영웅들》
- 《애인교실》
- 《야간 비행》
- 《어머니의 영광》
- 《언제나 님과 함께》
- 《엄마결혼식》
- 《여감방》
- 《여대생 또순이》
- 《우정》
- 《육군사관학교》
- 《이모》
- 《이별》
- 《일요일의 손님들》
- 《잡초》
- 《정도》
- 《제3의 추적》
- 《쥬리아와 도꾸가와 이에야스》
- 《집행유예》
- 《처녀 사공》
- 《처녀 시절》
- 《처녀의 수첩》
- 《천사의 메아리》
- 《철권》
- 《청춘 25시》
- 《체포령》
- 《총각선생》
- 《축배》
- 《출발》
- 《특공외인부대》
- 《특별수사본부 여대생 이난희사건》
- 《특별수사본부와 기생 김소산》
- 《하숙 인생》
- 《할복》
- 《항구의 등불》
- 《행복이 쏟아지는 벌판》
- 《혈권》
- 《협기》
- 《홍의 장군》
- 《황사진》
- 《황소 타고 시집 왔네》
- 《흑권》
- 《흑야괴객》
- 《흑조》

## 참고 자료
- KOFIC 영화데이터베이스